# Leptinotarsa juncta
El falso escarabajo de la patata, Leptinotarsa juncta, es una especie de coleóptero de la familia Chrysomelidae originario de los estados que dan al atlántico y los del sureste de los Estados Unidos. Recientemente, también se ha encontrado en zonas de Ohio. Los adultos emergen del suelo a final de primavera o principios de verano y comienzan a alimentarse. En una temporada pueden tener de una a tres generaciones.
Se alimenta en plantas de la familia de las solanáceas, tal como Solanum carolinense. También se alimenta en otras solanáceas como algunas del género Physalis spp., Solanum dulcamara. Si se alimentan de plantas de patata no crecen ni se reproducen.
L. juncta puede ser muy fácilmente confundida con Leptinotarsa decemlineata. el adulto de L. juncta tiene un rayado blanco y negro en sus élitros similar al de L. decemlineata, una de las rayas blancas de cada élitro en vez de ser blanca es de coloración marrón clara. Los huevos son ligeramente mayores y depositados menos en grupos como sí lo hace L. decemlineata. Las larvas son similares, pero la de L. juncta solo tienen una fila de puntos a cada lado, no dos como las del escarabajo de la patata.
Las dos especies, L. juncta y L. decemlineata, pueden encontrarse en las mismas plantas pero, aparentemente, no se hibridan. L. juncta no suele tener importancia como plaga en los cultivos.